# Angervilliers
Angervilliers là một xã ở tỉnh Essonne thuộc vùng Île-de-France miền bắc nước Pháp.
Người dân tại đây trong tiếng Pháp là Angervilliérois.